# Maurice aux Jeux du Commonwealth
Maurice participe aux Jeux du Commonwealth depuis les Jeux de 1958 à Cardiff. Le pays a remporté à ce jour douze médailles, dont une en or : celle du boxeur Richard Sunee en 1998. Huit de ces médailles ont été obtenues aux épreuves de boxe ; les Mauriciens ont également à leur palmarès deux médailles en athlétisme et deux en judo. 

## Médailles
Résultats par Jeux :
| Année | Médaille d'or | Médaille d'argent | Médaille de bronze | Total   |
| ----- | ------------- | ----------------- | ------------------ | ------- |
| 1958  | 0             | 0                 | 0                  | 0       |
| 1962  | 0             | 0                 | 0                  | 0       |
| 1966  | 0             | 0                 | 0                  | 0       |
| 1970  | 0             | 0                 | 0                  | 0       |
| 1974  | 0             | 0                 | 0                  | 0       |
| 1978  | 0             | 0                 | 0                  | 0       |
| 1982  | 0             | 0                 | 0                  | 0       |
| 1986  | boycott       | boycott           | boycott            | boycott |
| 1990  | 0             | 0                 | 0                  | 0       |
| 1994  | 0             | 0                 | 0                  | 0       |
| 1998  | 1             | 1                 | 2                  | 4       |
| 2002  | 0             | 0                 | 1                  | 1       |
| 2006  | 0             | 3                 | 0                  | 3       |
| 2010  | 0             | 0                 | 2                  | 2       |
| 2014  | 0             | 1                 | 1                  | 2       |
| Total | 1             | 5                 | 6                  | 12      |

Médaillés d'or :
| Nom           | Jeux | Discipline | Épreuves     | Résultat                            |
| ------------- | ---- | ---------- | ------------ | ----------------------------------- |
| Richard Sunee | 1998 | Boxe       | 51 kg hommes | bat Liam Cunningham (NIR) en finale |